# سایبراستپ
سایبراستپ (انگلیسی: CyberStep) شرکت بازی ویدئویی ژاپنی است ، که در سال ۲۰۰۰ تأسیس شده است.